# 小麦散黑粉菌
小麦散黑粉菌（学名：Ustilago tritici）是属于黑粉菌目黑粉菌科黑粉菌属的一种真菌，寄生在小麦等禾本科植物上，可引起小麦散黑穗病。该种分布于全世界各地。